# Fontqueria
Fontqueria és una revista il·lustrada amb publicacions botàniques del Seminari de Plantes Vasculars de la Universitat Autònoma de Madrid, que va començar a editar-se l'any 1982.